# Chiesa di Sant'Elisabetta d'Ungheria
La chiesa di Sant'Elisabetta d'Ungheria è un edificio sacro che si trova a Barga, accanto all'omonimo conservatorio.

## Storia e descrizione
Il monastero per le religiose del Terzo Ordine di San Francesco viene fondato, ad opera del Beato Michele Turignoli da Barga, nel 1456; dopo mezzo secolo viene iniziata la costruzione della chiesa, sul cui altare maggiore, come avevano fatto i religiosi del convento francescano di Barga, pongono una pala in terracotta parzialmente invetriata. La chiesa nel corso del Seicento si arricchisce di arredi lignei, oggi in parte rimossi, come l'altare maggiore, poi sostituito con quello proveniente dal Duomo cittadino. 
L'interno a navata unica contiene due altari lignei settecenteschi attribuiti ad Alessandro Santini: in uno è una tavola di fine Quattrocento e nell'altro una tela del XVII secolo. 
Nel presbiterio, alla parete sinistra è un Crocifisso ligneo (metà del XIII secolo), di probabile maestranza francese per l'impostazione della figura e l'andamento del panneggio costituito da lembi che si sovrappongono, simile a crocifissi mosani, ma permeato di un naturalismo di influenza toscana, particolarmente pisano-lucchese. La scultura, già considerata proveniente dalla chiesa del Santissimo Crocifisso è in realtà documentata nel Duomo, dove svolgeva la funzione di deposto in un gruppo della Deposizione. 
Dietro l'altare è una pala in terracotta invetriata con l'Assunzione della Vergine di Benedetto Buglioni, dei primi anni del Cinquecento, derivazione di quella robbiana in San Francesco.
Alla parete destra è un'altra robbiana, un tondo con la Madonna col Bambino, opera della bottega di Andrea della Robbia, dei primi anni del Cinquecento.